# Storforshei
Storforshei è un villaggio nella municipalità di Rana in Norvegia, a nord-est di Mo i Rana. Ha una popolazione di 690 abitanti .